# The Great Buck Howard
The Great Buck Howard è un film del 2007 diretto da Sean McGinly, interpretato da John Malkovich, Colin Hanks ed Emily Blunt.

## Trama
Buck Howard è un mentalista che, con l'aiuto di due giovani assistenti, uno scrittore e una pubblicitaria, decide di provare a raggiungere il successo attraverso un proprio show televisivo.

## Produzione
Le vicende del film traggono spunto dalla vita di The Amazing Kreskin, un mentalista che divenne celebre negli anni settanta grazie a un proprio show trasmesso in televisione negli Stati Uniti.

## Distribuzione
- Stati Uniti: 18 gennaio 2008 (Sundance Film Festival)
- Stati Uniti: 6 giugno 2008 (Seattle International Film Festival)
- Stati Uniti: 14 giugno 2008 (Maui Film Festival)
- Stati Uniti: 24 ottobre 2008 (Chicago International Film Festival)
- Stati Uniti: 20 marzo 2009
- Lettonia: 5 giugno 2009
- Stati Uniti: 21 luglio 2009 (uscita DVD)
- Francia: 22 luglio 2009
- Paesi Bassi: 11 agosto 2009 (uscita DVD)
- Islanda: 24 settembre 2009 (uscita DVD)
- Brasile: 25 settembre 2009 (Rio de Janeiro International Film Festival)
- Brasile: 23 ottobre 2009 (São Paulo International Film Festival)
- Giappone: 20 novembre 2009 (uscita DVD)
- Brasile: 15 gennaio 2010
- Brasile: 15 gennaio 2010
- Ungheria: 31 marzo 2010 (uscita DVD)
- Argentina: 11 dicembre 2010 (prima TV)
- Germania: 28 febbraio 2011 (prima TV)

### Titoli alternativi
- A Mente que Mente (Brasile)
- A tökéletlen trükk (Ungheria)
- Cuveni Buck Howard (Serbia)
- Der große Buck Howard (Germania, titolo TV)
- El gran Buck Howard (Argentina)
- Mister Showman (Francia)
- Muhtesem Howard (Turchia, titolo DVD)
- O spoudaios Buck Howard (Grecia, titolo DVD)